# Società Sportiva Fiammamonza 2002-2003
Questa voce raccoglie le informazioni riguardanti la Società Sportiva Fiammamonza nelle competizioni ufficiali della stagione 2002-2003.

## Divise e sponsor
Divisa casalinga estratta dal sito ufficiale.
| Casa |

## Rosa
Rosa e ruoli aggiornati all'inizio della stagione, dall'Annuario del calcio femminile 2002/2003, integrati da fonti tratte dal sito ufficiale e giornalistiche.
| N. |                   | Ruolo | Calciatrice          |
| -- | ----------------- | ----- | -------------------- |
|    | Italia (bandiera) | P     | Maria Elena Bassano  |
|    | Italia (bandiera) | P     | Genny Giommi         |
|    | Italia (bandiera) | D     | Barbara Bruscaini    |
|    | Italia (bandiera) | D     | Filomena De Vincenzo |
|    | Italia (bandiera) | D     | Elena Rodolfi        |
|    | Italia (bandiera) | D     | Viviana Schiavi      |
|    | Italia (bandiera) | D     | Elisabetta Tona      |
|    | Italia (bandiera) | C     | Martina Cortesi      |
|    | Italia (bandiera) | C     | Roberta D'Adda       |
|    | Italia (bandiera) | C     | Paola De Luca        |

| N. |                    | Ruolo | Calciatrice       |
| -- | ------------------ | ----- | ----------------- |
|    | Italia (bandiera)  | C     | Damiana Deiana    |
|    | Italia (bandiera)  | C     | Laura Donghi      |
|    | Italia (bandiera)  | C     | Monica Lanzani    |
|    | Italia (bandiera)  | C     | Roberta Miranda   |
|    | Italia (bandiera)  | C     | Daniela Stracchi  |
|    | Italia (bandiera)  | A     | Paola Balconi     |
|    | Italia (bandiera)  | A     | Isabella Costanzo |
|    | Brasile (bandiera) | A     | Milene Domingues  |
|    | Italia (bandiera)  | A     | Marianna Hofer    |
|    | Italia (bandiera)  | A     | Debora Novelli    |

## Calciomercato

### Sessione estiva
| Acquisti | Acquisti         | Acquisti           | Acquisti   |
| R.       | Nome             | da                 | Modalità   |
| -------- | ---------------- | ------------------ | ---------- |
| C        | Damiana Deiana   | Torres Terra Sarda | svincolata |
| A        | Milene Domingues | Corinthians        | svincolata |

| Cessioni | Cessioni           | Cessioni  | Cessioni   |
| R.       | Nome               | a         | Modalità   |
| -------- | ------------------ | --------- | ---------- |
| A        | Rosa Lappi-Seppälä | ACF Milan | svincolata |

## Risultati

### Serie A

#### Girone di andata
| Arbitro: | Pizzi (Saronno) |

|                          |           |                                     |
| Pellizzoni 42’ Ricco 70’ | Marcatori | 12’ Deiana 64’ Costanzo 74’ Novelli |

| Arbitro: | Vivenzi (Brescia) |

|              |           |            |
| Stracchi 70’ | Marcatori | 60’ Sodini |

| Arbitro: | Spinelli (Roma) |

|  |           |                                      |
|  | Marcatori | 4’ Tona 32’ (rig.) Novelli 76’ Hofer |

| Monza 19 ottobre 2002, ore 15:30 CEST 4ª giornata | Fiammamonza | 2 – 0 | Enterprise Lazio | Stadio Gino Alfonso Sada |

| Monza 26 ottobre 2002, ore 15:30 CEST 5ª giornata | Fiammamonza | 3 – 0 | Letti Cosatto Tavagnacco | Stadio Gino Alfonso Sada |

| 2 novembre 2002, ore 14:30 CET 6ª giornata | Foroni Verona | 3 – 0 | Fiammamonza |  |

| Monza 9 novembre 2002, ore 15:00 CET 7ª giornata | Fiammamonza | 3 – 0 | Bergamo R | Stadio Gino Alfonso Sada |

| Arbitro: | Petroselli (Viterbo) |

|                                       |           |           |
| Parejo 68’ Colasuonno 74’ Valenti 78’ | Marcatori | 53’ Cuccu |

| Monza 23 novembre 2002, ore 15:00 CET 9ª giornata | Fiammamonza | 1 – 0 | ACF Milan | Stadio Gino Alfonso Sada |

| Arbitro: | Sorrentino (Roma) |

|                                          |           |                         |
| Parejo 4’, 63’ Meloni 51’ Colasuonno 77’ | Marcatori | 46’ Costanzo 90’ Deiana |

| Calmasino, Bardolino 14 dicembre 2002, ore 14:30 CET 12ª giornata | Bardolino | 1 – 3 | Fiammamonza | Stadio comunale Belvedere |

| Monza 6 gennaio 2003, ore 14:30 CET 13ª giornata | Fiammamonza | 3 – 0 | Valdarno | Stadio Gino Alfonso Sada |

#### Girone di ritorno
| Monza 11 gennaio 2003, ore 14:30 CET 14ª giornata | Fiammamonza | 2 – 1 | Como 2000 | Stadio Gino Alfonso Sada |

| Roma 1º febbraio 2003, ore 14:30 CET 17ª giornata | Enterprise Lazio | 2 – 0 | Fiammamonza |  |

| Tavagnacco 8 febbraio 2003, ore 14:30 CET 18ª giornata | Letti Cosatto Tavagnacco | 2 – 1 | Fiammamonza | Stadio comunale |

| Monza 22 febbraio 2003, ore 14:30 CET 19ª giornata | Fiammamonza | 1 – 2 | Foroni Verona | Stadio Gino Alfonso Sada |

| Brembate di Sopra 1º marzo 2003, ore 15:00 CET 20ª giornata | Bergamo R | 1 – 0 | Fiammamonza | Stadio Comunale |

| Arbitro: | Granella (Nichelino) |

|                                                               |           |  |
| Costanzo 15’ Deiana 54’ Novelli 60’ Miranda 65’ Domingues 66’ | Marcatori |  |

| Arbitro: | Mottadelli (Seregno) |

|           |           |                             |
| Carta 86’ | Marcatori | 61’, 69’ Novelli 90+1’ Tona |

| Arbitro: | Bergantino (Collegno) |

|                                |           |                           |
| Novelli 33’ Marchio 40’ (aut.) | Marcatori | 10’, 25’ Parejo 15’ Conti |

| Arbitro: | Ballo (Trapani) |

|                            |           |                      |
| Buttaccio 72’ Manzella 86’ | Marcatori | 55’, 90+3’ Deiana D. |

| Arbitro: | Fontana (Como) |

|  |           |                                    |
|  | Marcatori | 20’ De Stefano 50’ Boni 90’ Zangão |

| Arbitro: | Vitulano (Livorno) |

|           |           |                                                                                 |
| Colzi 70’ | Marcatori | 27’ Miranda 55’ Tona 61’ Domingues 63’ Paola De Luca 75’ Deiana D. 90+3’ D'Adda |

### Coppa Italia

#### Terza fase
| 21 dicembre 2002, ore 14:30 CET | Matuziana Sanremo | 1 – 1 | Fiammamonza |  |

#### Ottavi di finale
| Monza 27 febbraio 2003, ore 14:30 CET Andata | Fiammamonza | 5 – 0 | Reggiana | Stadio Gino Alfonso Sada |

| 22 marzo 2003, ore 15:00 CET Ritorno | Reggiana | 0 – 1 | Fiammamonza |  |

#### Quarti di finale
| Arbitro: | Ranghetti (Chiari) |

|                                        |           |                                       |
| Novelli 43’, 71’ Tona 57’ Costanzo 69’ | Marcatori | 49’ Pasqui 73’ Zangao 76’ (rig.) Boni |

| Calmasino, Bardolino 1º maggio 2003, ore 16:00 CEST Ritorno | Bardolino          | 1 – 1 | Fiammamonza | Stadio comunale Belvedere\| Arbitro: \| Ranghetti (Chiari) \| |
| Arbitro:                                                    | Ranghetti (Chiari) |       |             |                                                               |

#### Semifinali
| Arbitro: | Campana (Civitavecchia) |

| |            | |
| Parejo 24’ Colasuonno 49’ | Marcatori  | |
| · Brunozzi · Conti · D'Alessio · Glino · Ceroni · Vampo · Placchi 77’ · Marchio · Colasuonno · Pintus · Parejo 90+2’ · Carboni 77’ · Deiana E. 90+2’ | Formazioni | · Bassano · Tona · De Vincenzo · Rodolfi · Schiavi · Donghi 83’ · Novelli 64’ · Deiana D. · Balconi · Cortesi · Stracchi · Hofer 64’ · Domingues 83’ |
| Tore Arca | Allenatori | Raffaele Solimeno |

| Arbitro: | Callegaro (Biella) |

| |            | |
| Balconi 30’ | Marcatori  | 77’ Colasuonno |
| · Bassano · De Vincenzo · 60’ Schiavi · Cortesi · Tona · Donghi · 78’ Novelli · Deiana · 65’ Balconi · 84’ Hofer · Stracchi · 60’Miranda · 65’ Costanzo · 84’ Domingues | Formazioni | · Brunozzi · Conti 84’ · D'Alessio · Glino · Ceroni · Vampo · Placchi · Marchio · Colasuonno · Pintus 80’ · Parejo 82’ · Carboni 80’ · Deiana E. 82’ · Zonza 84’ |
| Jana Nováková | Allenatori | Tore Arca |

## Statistiche

### Statistiche di squadra
| Competizione | Punti | In casa | In casa | In casa | In casa | In casa | In casa | In trasferta | In trasferta | In trasferta | In trasferta | In trasferta | In trasferta | Totale | Totale | Totale | Totale | Totale | Totale | DR   |
| Competizione | Punti | G       | V       | N       | P       | Gf      | Gs      | G            | V            | N            | P            | Gf           | Gs           | G      | V      | N      | P      | Gf     | Gs     | DR   |
| ------------ | ----- | ------- | ------- | ------- | ------- | ------- | ------- | ------------ | ------------ | ------------ | ------------ | ------------ | ------------ | ------ | ------ | ------ | ------ | ------ | ------ | ---- |
| Serie A      | 75    | 13      | 12      | 0       | 1       | 83      | 5       | 13           | 13           | 0            | 0            | 43           | 7            | 26     | 25     | 0      | 1      | 126    | 12     | +114 |
| Coppa Italia | -     | 3       | 2       | 0       | 1       | 7       | 1       | 4            | 3            | 1            | 0            | 22           | 2            | 7      | 5      | 1      | 1      | 29     | 3      | +26  |
| Totale       | -     | 16      | 14      | 0       | 2       | 90      | 6       | 17           | 16           | 1            | 0            | 65           | 9            | 34     | 31     | 1      | 2      | 157    | 15     | +145 |

### Andamento in campionato
| Giornata  | 1 | 2 | 3 | 4 | 5 | 6 | 7 | 8 | 9 | 10 | 11 | 12 | 13 | 14 | 15 | 16 | 17 | 18 | 19 | 20 | 21 | 22 | 23 | 24 | 25 | 26 |
| --------- | - | - | - | - | - | - | - | - | - | -- | -- | -- | -- | -- | -- | -- | -- | -- | -- | -- | -- | -- | -- | -- | -- | -- |
| Luogo     | T | C | T | C | C | T | C | T | C | T  | C  | T  | C  | C  | T  | C  | T  | T  | C  | T  | C  | T  | C  | T  | C  | T  |
| Risultato | V | N | V | V | V | P | V | V | V | P  | V  | V  | V  | V  | V  | N  | P  | P  | P  | P  | V  | V  | P  | N  | P  | V  |
| Posizione | 1 | 3 | 3 | 3 | 3 |   |   |   |   |    |    | 4  |    |    |    |    |    |    |    |    |    |    |    | 5  | 5  | 5  |

Legenda:

Luogo: C = Casa; T = Trasferta. Risultato: V = Vittoria; N = Pareggio; P = Sconfitta.

### Statistiche delle giocatrici
| Giocatore      | Serie A  | Serie A | Serie A     | Serie A    | Coppa Italia | Coppa Italia | Coppa Italia | Coppa Italia | Totale   | Totale | Totale      | Totale     |
| Giocatore      | Presenze | Reti    | Ammonizioni | Espulsioni | Presenze     | Reti         | Ammonizioni  | Espulsioni   | Presenze | Reti   | Ammonizioni | Espulsioni |
| -------------- | -------- | ------- | ----------- | ---------- | ------------ | ------------ | ------------ | ------------ | -------- | ------ | ----------- | ---------- |
| P. Balconi     | ?        | ?       | ?           | ?          | ?            | ?            | ?            | ?            | ?        | ?      | ?           | ?          |
| M. E. Bassano  | ?        | ?       | ?           | ?          | ?            | ?            | ?            | ?            | ?        | ?      | ?           | ?          |
| B. Bruscaini   | ?        | ?       | ?           | ?          | ?            | ?            | ?            | ?            | ?        | ?      | ?           | ?          |
| M. Cortesi     | ?        | ?       | ?           | ?          | ?            | ?            | ?            | ?            | ?        | ?      | ?           | ?          |
| I. Costanzo    | ?        | 9       | ?           | ?          | ?            | ?            | ?            | ?            | ?        | 9+     | ?           | ?          |
| R. D'Adda      | ?        | ?       | ?           | ?          | ?            | ?            | ?            | ?            | ?        | ?      | ?           | ?          |
| P. De Luca     | ?        | 2       | ?           | ?          | ?            | ?            | ?            | ?            | ?        | 2+     | ?           | ?          |
| F. De Vincenzo | ?        | ?       | ?           | ?          | ?            | ?            | ?            | ?            | ?        | ?      | ?           | ?          |
| D. Deiana      | ?        | 7       | ?           | ?          | ?            | ?            | ?            | ?            | ?        | 7+     | ?           | ?          |
| M. Domingues   | ?        | 3       | ?           | ?          | ?            | ?            | ?            | ?            | ?        | 3+     | ?           | ?          |
| L. Donghi      | ?        | 1       | ?           | ?          | ?            | ?            | ?            | ?            | ?        | 1+     | ?           | ?          |
| G. Giommi      | ?        | ?       | ?           | ?          | ?            | ?            | ?            | ?            | ?        | ?      | ?           | ?          |
| M. Hofer       | ?        | 5       | ?           | ?          | ?            | ?            | ?            | ?            | ?        | 5+     | ?           | ?          |
| M. Lanzani     | ?        | 1       | ?           | ?          | ?            | ?            | ?            | ?            | ?        | 1+     | ?           | ?          |
| R. Miranda     | ?        | 1       | ?           | ?          | ?            | ?            | ?            | ?            | ?        | 1+     | ?           | ?          |
| D. Novelli     | ?        | 11      | ?           | ?          | ?            | ?            | ?            | ?            | ?        | 11+    | ?           | ?          |
| E. Rodolfi     | ?        | ?       | ?           | ?          | ?            | ?            | ?            | ?            | ?        | ?      | ?           | ?          |
| V. Schiavi     | ?        | ?       | ?           | ?          | ?            | ?            | ?            | ?            | ?        | ?      | ?           | ?          |
| D. Stracchi    | ?        | 3       | ?           | ?          | ?            | ?            | ?            | ?            | ?        | 3+     | ?           | ?          |
| E. Tona        | ?        | 3       | ?           | ?          | ?            | ?            | ?            | ?            | ?        | 3+     | ?           | ?          |

### Libri
- Luca Barboni e Gabriele Cecchi, Annuario del calcio femminile 2002/2003, Agnano Pisano (PI), Etruria Football Club - Stamperia Editoriale Pisana S.r.l., luglio 2003,  p. 99, rosa della S.S. Fiammamonza della stagione 2002-2003.
- Salvatore Lo Presti, Almanacco del calcio mondiale 2002/2003, Torino, S.E.T. (Società Editrice Torinese) S.r.l., 2002,  p. 233: elenco dei dirigenti e tutte le rose delle squadre di Serie A.

### Giornali
- Il Cittadino di Monza e Brianza, edizione di giovedì, notizie di Monza città, Monza (MB), che ha sempre pubblicato i risultati e i tabellini della Fiammamonza. Giornale conservato microfilmato presso la Biblioteca Nazionale Braidense di Milano (presso emeroteca Santa Teresa in via Moscova 28) e la Biblioteca Comunale di Monza dove sono stati consultati i giornali microfilmati.